# Come again
『come again』（カム・アゲイン）は、日本の音楽グループであるm-floのメジャー9枚目のシングル。2001年1月17日発売。

## 解説
2020年7月10日現在、オリコンが掲載するm-floのシングル売上ランキングにおいてトップの作品である。1曲目「come again > Original」（以下「come again」）は、当時イギリスで流行していたクラブミュージック、2ステップを基調としている。リリースに際しトラック制作を担当したメンバーである☆Takuは、m-floの公式ウェブサイト上で「日本の歌謡曲の方程式を無視してつくった曲です」とコメントした 。m-floのオリコン週間チャート最高位記録を更新する第4位のヒットとなった本作により、m-floは一般のリスナーにも広く認知された。松任谷正隆は、自らが司会を務める音楽バラエティ番組『FUN』へのm-floの出演時、この曲を聴いてコード進行に驚いたと語っている。
レコチョクが掲載するCDジャーナルの楽曲解説によると、「come again」は「つれない彼に愛想を尽かし、クラブで踊り明かして忘れようとする女性の気持ちを歌う」。サビに出現する「スカラ」という言葉についてボーカル担当メンバーのLISAは、かつて渋谷に実在したディスコ「ラスカラ」を指すものと述べている。ブログ『Google プレイス 渋谷キャンペーン』の連載記事「渋谷バブル建築の変遷」の1エントリーによると、「LA・SCALA」という名前のディスコが渋谷ジョイパックビル内にあったが、1992年にヒューマックスパビリオンに姿を変えている。LISAのFacebookページに投稿された解説によると「come again」は「そこで出会った男の子とLISAの切ない初恋について歌ってい」る。
「come again」のタイトルの由来を示すものではないが、サイモン・レイノルズ (Simon Reynolds) の著書『エナジー・フラッシュ：ア・ジャーニー・スルー・レイヴ・ミュージック・アンド・ダンス・カルチャー』(Energy Flash: A Journey Through Rave Music and Dance Culture) の第20章で2000年夏に記された「トゥー・ステップス・ビヨンド」(Two Steps Beyond) の中に "come again" という言葉を次のように用いる箇所がある。
It’s the MC who mediates between the dancefloor and the DJ in the ‘rewind’ ritual, when the crowd shouts ‘Bo!’ if they love a record that’s just been dropped into the mix, whereupon the MC instructs the DJ to immediately stop the tune, manually ‘wheel’ the disc back to the start and ‘come again’. This audience participation ritual is so crucial in 2step that Craig David and Artful Dodger harnessed it for their breakthrough hit ‘Rewind (When the Crowd Say “Bo! Selector!”)〔ママ〕’.
〔「リワインド」(rewind) の儀式においてダンスフロアとDJをとりなすのはMCなのだ。ミックスにドロップされたばかりのあるレコードを気に入っている場合、観客は「ボー！」(Bo!) と叫ぶ。するとすぐにMCはDJに対し、曲を直ちに止めディスクを手で「ホイール」（wheel、回）して冒頭に戻し「カム・アゲイン」（come again、再プレイ）するよう指示を出す。 このオーディエンス参加型の儀式は、クレイグ・デイヴィッドとアートフル・ドジャーがブレイクしたヒット曲「リ・リワインド（ザ・クラウド・セイ・ボー・セレクタ）」(Re-Rewind (The Crowd Say Bo Selecta)) でも採用したほど、2ステップでは非常に重要な要素である。〕—サイモン・レイノルズ、エナジー・フラッシュ：ア・ジャーニー・スルー・レイヴ・ミュージック・アンド・ダンス・カルチャー
2025年、127曲のリミックスでギネス認定された。

## 背景
1990年代末から2000年代はじめにかけ、イギリスでは「2ステップ」と呼ばれる新たなクラブミュージックが全英チャート上位に数多くの楽曲を送り込む人気を得ており、日本においても本シングルリリース9ヶ月前の2000年4月にはavex傘下のcutting edgeレーベルから2ステップに焦点を合わせたDJミックスCD『THIS IS 2 STEP』がリリースされ、同年6月には六本木のクラブ「クワイル」での2ステップ専門クラブイベント『ステップス』がスタートするなどこれに呼応する動きがあった。☆Takuは、先輩クリエイターにあたるテイ・トウワとの会話をきっかけに2ステップを知り、これに自らも挑戦したのが「come again」であるという趣旨の発言をしている。この点については、平井堅の「TABOO (a tip of M-FLO remix)」の発展形が本楽曲であるとの内容を松尾潔が伝聞の形をとってツイートしてもいる。

## 制作
ラップ担当メンバーののVERBALによると、自身のパートのリリックは、ドラムのみ、かつテーマ不明の状態で作成を求められた。
☆Takuが上智大学で行なった講義を取材したBuzzFeedの記事によると、ベースパートにはローランド・TR-909の音色の使用を予定していたが「苦肉の策」としてウッドベースの生演奏で置き換えたとされている。

## 構成
imdkmがリアルサウンドに寄せた記事によると、本楽曲のテンポは2ステップとして平均的な130 BPMである。
ドラムパターンについては、1番のAメロには各小節の3拍目にスネアドラムを配置し32分音符基調かつ65 BPMとも解釈できるパターンを用いている（☆Taku自身はハーフテンポと説明している）。アメリカのヒップホップ／R&Bプロデューサー・ティンバランドが用いて1990年代後半から流行しはじめる、BPMを引き下げつつ基本単位を三十二分音符へと高密度化させたこのようなリズム・プログラミングは2000年ごろ日本にも流入し、このころリリースされたMISIAの「忘れない日々」、SMAPの「らいおんハート」やDA PUMPの「if...」といった楽曲にも聴くことができる。一転、直後のサビからは2拍目・4拍目にスネアドラムを置き、シャッフルがかかるとともにキックドラムが変則的に演奏される2ステップのビートへと移行する。さらにVERBALのラップパートでは「ジャズドラマーのソロのようなダイナミックな」ブレイクビーツや「エレクトロヒップホップのシンプルなリズム」が新たに顔を出す。

## 評価

### 批評家による論評
imdkmは「come again」を肯定的に評価し、VERBALのパフォーマンスについて、シャッフルのかかった130 BPMのアップテンポな2ステップのビート上でのラップは「存外に難し」く「日本語と英語を織り交ぜることでリズムを柔軟にコントロールし、拍を的確に分割していく［…］卓越したスキルがあってこそ」、またLISAの歌唱について、「シャッフルの感覚を強調するために16分音符が多用されている譜割りを、ピッチを明晰にしてメロディの味を活かしながら、2ステップの“グルーヴ”の上に配置する、非常に巧みなもの」とそれぞれ指摘し、「Takahashiのビート、VERBALのラップ、LISAの歌唱のどれをとっても2ステップ歌謡の持ちうるポテンシャルを解放しきっており、これからも参照されつづける名曲となるはずだ」とコメントした。

## ミュージック・ビデオ
安斉かれんによるカバーを収めるコンピレーション・アルバム『avex revival trax』のPR記事によると、本シングルのプロモーションビデオ（以下本PV）において革ジャンをまとい携帯電話を手に歩く人物は当時タレントの内藤陽子であり、場所は広尾である。
またリリース当時m-floの公式サイトに掲載されていた本PVの撮影リポートでは、2000年12月4日から翌日明け方にかけ貸し切りとなった原宿の美容室内外での撮影が取り扱われており、☆Taku、VERBAL、LISA、「タケちゃん」表記の本シングルのアートワークデザイナー・Takehito Ishizukaの出演者としての参加を確認できる。IshizukaはVERBALの当日の発案により出演が決まり、クラブ内を想定したシーンで☆TakuとVerbalにブースを乗っ取られるDJを演じた。
m-floの公式YouTubeチャンネルでは本PVは2009年4月22日に公開された。
2017年リリースのONIGAWARAの楽曲「東京SUKI・SUKIストリート」付随のミュージック・ビデオには、本PVをオマージュする箇所がある。

## リミックスコンテスト
2001年5月 - 7月末を応募期間として、☆Taku発案による本楽曲のリミックスコンテストが開催された。
リミックス用の素材は2001年5月リリースのCD EXTRA仕様のシングル『Prism』からCD-DAおよびMP3形式でボーカルとラップを、またSteinbergのオーディオ編集／CDライティングソフト「get it on! CD」のコンテスト期間中の販売分からはWAV形式で楽器パートも含めて入手することができた。
700通以上の応募作品に対し審査は☆Taku1人で行なった。コンテストの感想は『Keyboard magazine』2002年1月号にインタビュー形式で掲載された。選考基準に関しては「上手とか下手ではなく、僕が好きか嫌いかで選びました。打ち込みのうまさというよりも、僕が聴いてインスパイアされることが重要だったんです。」と答えた。
総評として、まず応募作全体の高い打ち込みレベルに「お世辞抜きに感動しました」と述べた。一方でより個性的な作品を求める考えを示し、制限時間をオーバーする、逆に1分で終わるなどの方法で「「この人、m-floをナメてる……」と僕に感じさせるぐらいでいいのに、と思いました」とも述べた。
準グランプリを新設するほど上位2作品で迷った結果、境亜寿香作「come again [Tokyo Cafe Remix]」がグランプリを受賞した。選考理由については「とにかく、今の僕のフィーリングに最も合っていました。」とコメントした。同作は2001年11月末リリースのリミックスアルバム『EXPO防衛ロボット GRAN SONIK』に収録された。

## ライブ・パフォーマンス
2001年のFMフェスティバルにおいては、☆TakuがYOU THE ROCK★と、同年リリースの『Ex-Boyfriend』にVERBALが客演していたCrystal Kayとともにパフォーマンスを行った。Crystal Kayは翌2002年から2003年初頭にかけ『hard to say』および『Boyfriend -part II-』で☆Takuをプロデューサーに迎えたのち、LISA脱退中のm-floが "loves" プロジェクトで再始動する2003年6月、その最初のコラボレーターとなる。

## その他
読売ジャイアンツ現役選手時代の寺内崇幸の登場曲（打席登場時に球場に流れる楽曲）の1つであった。

## タイアップ
- カネボウ化粧品「テスティモ」CMソング[23]

## 収録曲
1. come again > Original
2. come again > Yukihiro Fukutomi remix
3. come again > Jark Prongo remix
4. come again > Instrumental

## クレジット
1. come again
written, composed and produced by m-flo.
additional production > Ryosuke Nakanishi a.k.a. Studio-R.
wood bass sample > Hitoshi Watanabe
strings sample > Ochiai-Murayama Strings
strings arrangement > Tatsuya Murayama
harp sample > Tomoyuki Asakawa
mixing console > Shojiro Watanabe
mixing studio > Landmark Studio
recorded at > DURATION STUDIO, Landmark Studio
2. come again > Yukihiro Fukutomi remix
remixed by Yukihiro Fukutomi
re-production & programming > Yukihiro Fukutomi
recorded & mixed at recording studio SONATA CLUB (Tokyo/Japan) by Yoshiaki Onishi
recording assistant > Yoshinori Kumamoto
production planning, management & coordination > Yutaka Tokue (V.S. & P. (JAPAN) CO.,LTD.)
production assistant > Akinobu Sakai (V.S. & P. (JAPAN) CO.,LTD.)
3. come again > Jark Prongo remix
remix and additional production by Jark Prongo for Pssst Music / United Recordings, The Netherlands. Thanks to Nobby, Cooney, Marc & Rob.

mastered by Yuka Koizumi (Orange)
［シングルCD『come again』(RZCD-45017) ジャケット裏面より］

## リミックス
本シングル以外に収録のもの
- Tokyo Cafe Remix（2001年11月28日、m-flo『EXPO防衛ロボット GRAN SONIK』、リミックス：境亜寿香）
- TURBO'S SIGMA Mix（2002年12月4日、GTS『GREATEST HITS & WORKS』）
- 「come again... and AGAIN!」（2003年3月5日、m-flo『The Intergalactic Collection ～ギャラコレ～』ボーナスCD）
- HT inspiration Remix（2009年3月18日、『m-flo inside -WORKS BEST III-』Disc 2）
- BRDGSTN Remix（2011年6月30日、スマートフォン専用アプリ『VERBAL×BRIDGESTONE - 「DRIVE DJ」』）
- JAXX DA FISHWORKS Remix（2014年3月26日、『EDM-FLO』）
- PKCZ®︎ Remix（2018年1月17日、m-flo『BACK2THEFUTUREEP1』）
- Lovers Rock Remix（2020年、TOKYO FM/JFN『ONE MORNING』「FUN+WALK MORNING」テーマソング、リミックス：☆Taku Takahashi[32]）

## カバー
- つじあやの（2008年、アルバム『COVER GIRL2』）
- 青山テルマ（2009年、アルバム『m-flo TRIBUTE 〜maison de m-flo〜』）
- MAA（2011年、アルバム『m-flo TRIBUTE 〜stitch the future and past〜』）
- JamFlavor （2016年、ミニアルバム『What's Jam?』）
- 安斉かれん revived m-flo「come again」feat. CAELAN from INTERSECTION（2020年、コンピレーションアルバム『avex revival trax』）
- Nagie Lane（2022年、アルバム『待ってこれめっちゃ良くない?』[33]）
- MANON（2023年[34]）

## サンプリング
- come again / Beat Buddy Boi（2015年、編曲：TeddyLoid）
- 東京SUKI・SUKIストリート / ONIGAWARA（2017年、編曲：☆Taku Takahashi & Mitsunori Ikeda）
- come again / Bleecker Chrome（2022年）